# Josefina Ríos
Josefina Ríos (Buenos Aires, Argentina; 24 de enero de 1918-Buenos Aires, Argentina; 8 de febrero de 2008) fue una actriz de cine, televisión y teatro argentina.

## Carrera
Intervino en audiciones radiales en LR2 Radio Argentina junto a Juan José Míguez y Miguel Clemente, y en 1944 realizó giras por el interior con Luisa Vehil y Homero Cárpena con su obra Los maridos engañan de 7 a 9. Posteriormente, continuó su carrera artística en 1951 cuando Edmundo del Solar la convocó para filmar Alma liberada, un filme poco recordado con María de la Fuente e Iván Grondona.
Casada con el actor cómico Zelmar Gueñol (integrante del grupo Los Cinco Grandes del Buen Humor que filmó casi 40 películas), se lució principalmente en televisión, donde se convirtió en una de las figuras más relevantes e infaltables en las telenovelas de las décadas del 60, 70 y 80. En teatro, actuó junto a Berta Singerman en La dama del mar, de Henrik Ibsen; El herrero y el diablo, de Juan Carlos Gené; Lluvia, de Somerset Maugham; y Ocho mujeres, de Robert Thomas, entre otras.
Su papel más recordado en el medio televisivo fue en Tardes de vosotras y, a menudo, cumplió roles secundarios. Dirigida por Martha Reguera, actuó junto a Narciso Ibáñez Menta en el thriller La mano, de 1960, para Canal 9. Para Canal 7, en 1962 fue parte del elenco de Un hombre encantador con Gloria Ferrandiz. En el Teatro IFT, trabajó durante 1965 en la obra Los últimos, dirigida por Manuel Iedvabni.
En 1966 presentó en la Alianza Francesa la pieza teatral de Jean Bruller: Los Tropi o El asesino filántropo, acompañando a Osvaldo Bonet.En 1971-1972 participó en el teleteatro "La Pecosa" Con María Leal y Enrique Liporace, dentro del ciclo: El teatro Palmolive del aire" de lunes a viernes a las 15.30, por canal 13. Desde 1972 a 1974 encarnó a Corina en la exitosa serie Malevo, con guiones de Abel Santa Cruz que obtuvo altos niveles de audiencia. Para la década de 1980, sus papeles fueron encasillados para interpretar a las madres de los protagonistas, como ocurrió en Trampa para un soñador (1980), con Antonio Grimau y Cristina Alberó.
Luego, intervino en Quiero gritar tu nombre (1981), de Luis Paz Gallo; Aprender a vivir (1982), con Marita Ballesteros, Luis Luque y Héctor Calori; Amar al salvaje (1983), donde compuso a María; y No es un juego vivir (1985), un drama romántico protagonizado por Cristina Alberó y Horacio Ranieri. En 1985 enviudó luego de que su marido sufriera un paro cardíaco a los 64 años.
Un año después, se la pudo apreciar en Dos para una mentira junto a Cristina del Valle, Horacio Ranieri y Jorge Barreiro. En 1989 acompañó a Lucía y Joaquín Galán en El duende azul, transmitido por Canal 9. Finalmente, se retiró en 1991 cuando, contratada por Alfredo Galiñanez, intervino en El árbol azul.
Retirada de la actividad, falleció a la edad de 90 años el 8 de febrero de 2008 en Buenos Aires. Sus restos se encuentran en el Panteón de la Asociación Argentina de Actores, en el cementerio de La Chacarita.

## Filmografía
- Alma liberada (1951)

## Televisión
- El árbol azul (1991)
- El duende azul (1989)
- Clave de sol  (1989-1990)
- Dos para una mentira (1986)
- No es un juego vivir (1985)
- Amar... al salvaje (1983)
- Aprender a vivir (1981-1983)
- Quiero gritar tu nombre (1981)
- Trampa para un soñador (1980)
- Amar al ladrón (1973)
- Malevo (1972-1974)
- La Pecosa (1971-1972)
- Teleteatro (1963), en el episodio Provocar a Dios con Jorge Salcedo
- Un hombre encantador (1962)
- La mano (1960)
- Ciclo de teatro policial (1956)
- Tonos grises (1956)

## Teatro
- 1945: La futura presidencia: El pueblo quiere saber de lo que se trata con Margarita Padín, Alberto Castillo, Adolfo Stray, Gogó Andreu, Vicente Forastieri, Ramón Garay, Victoria Cuenca, Alberto Dalbés y Antonio De Bassi.